# Новочеркаський юрт
Новочеркаський юрт — юрт у складі Черкаського округу області Війська Донського.
Новочеркаськ був адміністративним центром Землі війська Донського, а з 1870 до 1920 року — Області Війська Донського. Він складався з 3-ьох козацьких станиць: Верхньо-Новочеркаської, Середньо-Новочеркаської й Нижньо-Новочеркаської. Місто покладене при впливі річки Тузлів до Аксаю, — правого рукава Дону.

## Станом на 1859 рік
На 1859 рік у 3 станицях міста Новочеркаська тут мешкало 18586 осіб (9899 чоловіків й 8687 жінок); було 3121 будівель, 7 парафіяльний й 3 домашніх церков, Маріїнський інститут благорідних дівчат, військова гімназія з окремим відділенням східних мов, окружне училище, парафіяльне училище, духівне училище, Олексіївський дитячий притулок, парафіяльне безкоштовне училище, приватний пансіон благорідних дівчат, виховальний будинок, божевільний будинок, пам'ятник колишньому військовому наказному отоманові графу Платову, поштова станція, 2 ярмарки, базар, броварня, 2 салгани, гарбарня, 2 воскобійні, вапнярня, 25 цегелень, паровий млин, лісова біржа.
До юрту Новочеркаських станиць належали поселення (з даними на 1859 рік):
- Мишкинський Підгородній — козацький хутір положений над річкою Аксай за 7 верст від Новочеркаська; 50 дворових господарств; 1176 осіб (532 чоловіків й 644 жінок); православна церква;
- Кундрючеський — козацький хутір положений над річкою Кундрючка за 50 верст від Новочеркаська; 35 дворових господарств; 177 осіб (83 чоловіків й 94 жінок); молитовний будинок;
- Малонесвітайський — козацький хутір положений над річкою Малий Несвітай за 35 верст від Новочеркаська; 36 дворових господарств; 100 осіб (50 чоловіків й 50 жінок);
- Жировський — власницьке поселення положене над річкою Грушівка за 12 верст від Новочеркаська; 328 дворових господарств; 64 осіб (162 чоловіків й 166 жінок);
- Аредовський — власницьке поселення положене над річкою Грушівка за 14 верст від Новочеркаська; 4 дворових господарств; 39 осіб (20 чоловіків й 19 жінок).

Поселення Новочеркаського юрту тепер відносяться до Октябрського району, а хутір Кудрючеський став частиною сучасного міста Новошахтинськ.

## Станом на 1873 рік
Власне місто Новочеркаськ у 1873 році складалося з 3-ьох станиць:  Верхньоновочеркаської, Середньоновочеркаської й Нижньоновочеркаської. До юрту новочеркаських станиць відносилися 21 віддалених хуторів.
У самому місті було 3802 садиб, 33397 осіб (17542 чоловіків й 15855 жінок), 2712 коней, 4121 корова.
У місті Новочеркаську разом з хуторами станиць було 4490 садиб й 13 кибиток, 37924 осіб (19848 чоловіків й 18076 жінок), 3617 коней, 5108 волів, 11205 корів й 6180 вівці.
Станиця Татарська, вказана 1859 року у власному Татарському юрті увійшла до Новочеркаського юрту.

### Хутори юрту новочеркаських станиць
- Садковсько-Миколаївський, над річкою Садки у 65 верстах від Новочеркаська, 30 верстах від станції Грушівські шахти; 194 садиб, 1360 осіб (702 чоловіків й 658 жінок);
- Соколово-Кундрючівський, над річкою Кундрюча у 45 верстах від Новочеркаська, 7 верстах від станції Сулинівської; 120 садиб, 814 осіб (431 чоловіків й 383 жінок);
- Малонесвітайський, над річкою Малий Несвітай у 35 верстах від міста Новочеркаська й у 18 верстах від станції Шахти; 89 садиб, 707 осіб (378 чоловіків й 329 жінок);
- Олександрівсько-Кундрючівський, над річкою Кундрюча у 50 верстах від Новочеркаська, 20 верстах від станції Сулинівської; 94 садиб, 660 осіб (334 чоловіків й 326 жінок);
- Власів, над річкою Грушівка у 42 верстах від Новочеркаська, 7 верстах від станції Шахтинської; 71 садиб, 630 осіб (404 чоловіків й 226 жінок);
- Мишкинський, над річкою Аксай у 8 верстах від міста й станції Новочеркаська; 78 садиб, 422 особи (218 чоловіків й 204 жінок);
- Миколаївсько-Журавський, над річкою Грушівка у 47 верстах від Новочеркаська, 12 верстах від станції Горна; 43 садиби, 298 осіб (157 чоловіків й 141 жінок);
- Дар'євський, над річкою Кріпка у 45 верстах від міста й станції Новочеркаська; 39 садиб, 208 осіб (103 чоловіків й 105 жінок);
- Краснодвірський, між річками Василева та Караїч у 17 верстах від міста й станції Новочеркаська; 37 садиб, 205 осіб (107 чоловіків й 98 жінок);
- Персияновський, над річкою Грушівка у 10 верстах від Новочеркаська, 1 версті від станції Персіянівка; 24 садиб, 161 особа (86 чоловіків й 75 жінок);
- Великолозький, над балкою Великий Лог у 16 верстах від міста Новочеркаська й у 8 верстах від станції Аксай; 20 садиб, 113 осіб (58 чоловіків й 55 жінок);
- Татарський, над річкою Тузлів у 2 верстах від Новочеркаська, 5 верстах від станції Новочеркаська; 21 садиб, 108 осіб (59 чоловіків й 49 жінок);
- Гукове-Гнилушинський, над річкою Гнилушинською у 60 верстах від Новочеркаська, 20 верстах від станції Сулинівської; 13 садиб, 97 осіб (42 чоловіків й 55 жінок);
- Великий Несвітай, над річкою Великий Несвітай у 47 верстах від міста й станції Новочеркаська й; 8 садиб та 3 кибитки, 83 особи (49 чоловіків й 34 жінок);
- Красноіванівський, над річкою Кундрюча у 59 верстах від міста й станції Новочеркаська; 8 садиб, 54 осіб (25 чоловіків й 29 жінок);
- Власів, над річкою Кундрюча у 50 верстах від Новочеркаська, 7 верстах від станції Сулинської; 5 садиб, 33 осіб (19 чоловіків й 14 жінок);
- Макарів, над річкою Малий Несвітай у 34 верстах від міста й станції Новочеркаська; 1 садиба, 26 осіб (12 чоловіків й 14 жінок);
- Завод Норкіна, над річкою Тузлів у 5 верстах від міста й станції Новочеркаська; 1 садиба, 23 осіб (20 чоловіків й 3 жінок);
- Гривін, над річкою Грушівка у 57 верстах від Новочеркаська, 22 верстах від станції Шахти; 3 садиби, 18 осіб (7 чоловіків й 11 жінок);
- Мало-Несвітайський, над балкою Кізеїти й річкою Малий Несвітай у 45 верстах від міста й стації Новочеркаська; 89 садиб, 8 осіб (3 чоловіків й 5 жінок);
- Каплиця, верхів'я балок Великого Логу у степу у 12 верстах від міста й станції Новочеркаська; 1 садиба, 2 особи (1 чоловік й 1 жінка).